# Kanshi, Fujian
Kanshi (kinesiska: 坎市) är en köping i sydöstra Kina. Den ligger i stadsdistriktet Yongding i staden Longyan i provinsen Fujian, omkring 270 kilometer sydväst om provinshuvudstaden Fuzhou. Antalet invånare är 27 777. Befolkningen består av 13 009 kvinnor och 14 768 män. Barn under 15 år utgör 15,0 %, vuxna 15-64 år 78 %, och äldre över 65 år 6,0 %.